# گمینا کروشویتسا
گمینا کروشویتسا (به لهستانی:  Gmina Kruszwica) یک گمینا در لهستان است که در شهرستان اینوروتسواف واقع شده‌است. گمینا کروشویتسا ۲۶۲٫۱۹ کیلومتر مربع مساحت و ۱۹٬۹۷۱ نفر جمعیت دارد.